# 左近正男
左近 正男（さこん まさお、1936年11月26日 - 2024年10月16日）は、日本の政治家。位階は従四位。元日本社会党衆議院議員（4期）。

## 経歴
- 大阪府大阪市生まれ。
- 大阪府立市岡高等学校卒業。
- 大阪市役所入庁。大阪市交通局勤務。
- 大阪交通労働組合委員長。
- 1983年12月 - 第37回衆議院議員総選挙に日本社会党公認で旧大阪2区から立候補し初当選。
- 1986年7月 - 第38回衆議院議員総選挙に日本社会党公認で旧大阪2区から立候補し再選。
- 1990年2月 - 第39回衆議院議員総選挙に日本社会党公認で旧大阪2区から立候補し3選。
- 1993年7月 - 第40回衆議院議員総選挙に日本社会党公認で旧大阪2区から立候補し4選。
- 1993年7月 - 細川内閣が成立。社会党が連立与党となる。
- 1993年12月～1994年1月 - 細川内閣が国会に提出した政治改革関連法案（小選挙区比例代表並立制など）の成立に奔走。
  - 同法案は1993年11月、衆議院で僅差で可決するも、1994年1月21日、参議院で連立与党の社会党から17名もの議員が反対票を投じ、野党の自由民主党等に同調。賛成118、反対130の大差で否決される。同日夜、細川護煕首相や連立与党の衆参両院議員が出席して「政治改革の実現を求める国民集会」が九段会館にて開催される。登壇した左近は社会党から造反者が続出したことについて地団駄を踏んで涙ながらに謝罪。「左近正男の男泣き」とマスコミで取り上げられる。その後政治改革関連法案は細川首相と河野洋平自民党総裁の協議などを経て成立した。
- 1994年6月 - 羽田内閣が総辞職。連立与党に残留することを主張し、自社さ共同政権構想に反対。首班指名選挙で日本社会党委員長村山富市ではなく連立与党の海部俊樹に投票。
  - 自社さ連立政権下では整備新幹線問題の与党チーム座長などを務めるも、松前仰・堀込征雄らとともに細川内閣・羽田内閣の旧連立勢力の新・新党結成への動きと連携することを意図し、自社さ政権に批判的な山花貞夫らの新派閥・新民主連合に加わり離党・院内会派離脱の動きを見せる。
- 1995年1月6日 - 新民主連合が新党準備会を発足させる。
- 1995年1月16日 - 山花・本岡昭次らとともに日本社会党院内会派からの離脱、新院内会派「民主連合・民主新党クラブ」結成を衆議院事務局に届け出る。
- 1995年1月17日 - 阪神・淡路大震災が発生。非常事態のため新会派「民主連合・民主新党クラブ」結成を撤回。新党結成も断念。会派に留まる。
- 1995年9月 - 衆議院災害対策特別委員長（1996年9月まで）。
- 1996年10月 - 第41回衆議院議員総選挙に際して社民党を離党。新進党公認で比例近畿ブロックから立候補し次点で落選する。
  - 当初大阪5区からの立候補を検討するも、候補者調整のため、比例区に回った。
  - 落選後は政界を離れた。後は奈良県生駒郡平群町在住。
- 2007年4月 - 旭日中綬章受章。
- 2024年10月16日 - 腎盂がんのため、自宅で死去した[1]。87歳没。死没日付をもって従四位に叙された[2]。

## 主張
- 派閥は右派の政権構想研究会に所属。新政策懇話会・水曜会・ニューウェーブの会にも所属した。
- 政界再編や非自民非共産勢力による新党結成を志向。前畑幸子らとともに「自衛隊違憲」「日米安保反対」といった従来の社会党の基本政策の転換を求めた。
- 国民投票法の制定や投票年齢の18歳引き下げなどを主張した。

## テレビ出演
- 朝まで生テレビ!（参考・朝まで生テレビ!のパネリスト一覧）